# Euxoa albidecora
Euxoa albidecora là một loài bướm đêm trong họ Noctuidae.